# 바호디르 나시모프
바호디르 나시모프(우즈베크어: Баҳодир Насимов, 영어: Bahodir Nasimov, 1987년 5월 2일 ~ )는 우즈베키스탄 국적의 축구 선수로, 포지션은 공격수이다. K리그 챌린지 2017 시즌 안산 그리너스 FC에서 창단 멤버로 활약한 바 있으며, K리그 등록명은 나시모프이었다. 나시모프는 안산 그리너스 구단의 창단 1호골의 주인공이기도 하다.

## 클럽 경력

### 안산 그리너스 FC
안산 그리너스 FC의 창단 후 첫 아시안 쿼터 선수이다.
3월 4일 대전 시티즌과의 구단 역사상 첫경기서 선취 득점을 성공시키며 구단 창단 1호골의 주인공이 되었다.